# Семенцівське газоконденсатне родовище
Семенцівське газоконденсатне родовище — газоконденсатне родовище, що належить до Глинсько-Солохівського газонафтоносного району Східного нафтогазоносного регіону України.

## Опис
Розташоване в Полтавській області на відстані 22 км від м. Полтава.
Знаходиться в приосьовій зоні центр. частини Дніпровсько-Донецької западини в межах півд.-зах. схилу Кротенківської депресії.
Підняття виявлене в 1961 р.
Структура є асиметричною брахіантикліналлю північно-західного простягання, порушеною скидами амплітудою 25-100 м; її розміри 11,0х6,3 м, амплітуда 200 м. Перший промисл. приплив газу отримано з інт. 4175-4195 м у 1978 р.
Поклади пов'язані з пластовими, склепінчастими, тектонічно екранованими пастками. Режим покладів газовий та пружноводонапірний. Колектори — пісковики.
Експлуатується з 1981 р. Запаси початкові видобувні категорій А+В+С1: газу — 15680 млн. м³; конденсату — 2202 тис. т.